# Bernhard von Drigalski
Bernhard Comnenus Anton von Drigalski (* 18. August 1823 in Magdeburg; † 18. Dezember 1890 in Hannover) war ein preußischer General der Kavallerie.

## Leben

### Herkunft
Bernhard war der Sohn des späteren preußischen Generalleutnants Otto von Drigalski (1788–1860) und dessen erster Ehefrau Johanna, geborene du Titre (1795–1830).

### Werdegang
Drigalski besuchte das Gymnasium und die Realschule in Erfurt. Am 28. März 1840 trat er als Ulan in das 1. Garde-Ulanen-(Landwehr) Regiment der Preußischen Armee ein. Dort avancierte er Mitte August 1841 zum Sekondeleutnant und stieg am 13. Februar 1849 zum Regimentsadjutanten auf. Als Rittmeister war Drigalski von April 1855 bis Ende Juni 1856 Adjutant der 1. Garde-Kavallerie-Brigade und anschließend für zwei Jahre Eskadronchef in seinem Stammregiment. Ab dem 17. September 1858 folgte eine Verwendung als Adjutant des Generalkommandos des Gardekorps. In dieser Stellung am 18. Oktober 1861 zum Major befördert, wurde Drigalski am 25. Juni 1864 als etatsmäßiger Stabsoffizier nach Stolp in das Pommersche Husaren-Regiment (Blüchersche Husaren) Nr. 5 versetzt. In dieser Stellung nahm er während des Deutschen Krieges an den Schlachten bei Gitschin und Königgrätz teil. Nachdem der bisherige Regimentskommandeur Carl Heinichen gefallen war, beauftragte man Drigalski am 5. Juli 1866 zunächst mit der Führung des Brandenburgischen Dragoner-Regiments Nr. 2. Er wurde nach dem Friedensschluss am 12. September 1866 zum Regimentskommandeur ernannt und acht Tage später zum Oberstleutnant befördert sowie mit dem Roten Adlerordens IV. Klasse mit Schwertern ausgezeichnet.
Im Juni 1868 stieg Drigalski zum Oberst auf und führte seine Dragoner während des Krieges gegen Frankreich in den Schlachten bei Vionville, Gravelotte, Orléans und Le Mans sowie bei der Belagerung von Paris. Zusätzlich fungierte er vom 20. Dezember 1870 bis zum 12. Februar 1871 sowie vom 1. Mai bis zum 2. Juni 1871 als Führer der mobilen 15. Kavallerie-Brigade. Ausgezeichnet mit beiden Klassen des Eisernen Kreuzes wurde Drigalski am 15. Juli 1871 unter Stellung à la suite seines Regiments mit der Führung der 5. Kavallerie-Brigade beauftragt. Am 19. Oktober 1871 folgte die Ernennung zum Kommandeur sowie am 22. März 1873 seine Beförderung zum Generalmajor. Als solcher erhielt Drigalski am 12. Juli 1873 das Kommando über die 2. Garde-Kavallerie-Brigade in Potsdam. Am 17. April 1879 beauftragte man ihn mit der Führung der Kavalleriedivision des XV. Armee-Korps. Nach seiner Ernennung zum Divisionskommandeur avancierte Drigalski am 11. Juni 1879 zum Generalleutnant und wurde am 28. Oktober 1880 als Kommandeur der 19. Division nach Hannover versetzt. Mit dem Charakter als General der Kavallerie und unter Verleihung des Roten Adlerordens I. Klasse mit Eichenlaub und Schwertern und dem Emailleband des Kronenordens wurde er am 4. September 1884 mit der gesetzlichen Pension zur Disposition gestellt.
Drigalski verstarb unverheiratet in Hannover.